# Кутчезеро
Ку́тчезеро (карел. Lökkö) — деревня в составе Ведлозерского сельского поселения Пряжинского района Республики Карелия.

## Общие сведения
Расположена на восточном берегу озера Кутчезеро.
В деревне находится памятник истории — братская могила советских воинов 7-й армии Карельского фронта, погибших в 1941 году в ходе оборонительных боёв. Останки воинов были обнаружены в окрестностях деревни в 1995 году.

## Население
| 2002 | 2010 | 2013 |
| ---- | ---- | ---- |
| 2    | ↘0   | →0   |